# Hòbbit
Els hòbbits són éssers que poblen l'imaginari de la Terra Mitjana de J. R. R. Tolkien. Apareixen per primera vegada al llibre El hòbbit, tot i que també prenen un rol principal a El Senyor dels Anells. Físicament, mesuren entre 60 i 120 centímetres d'alçada (la mitjana habitual és d'uns 90 centímetres), per la qual cosa sovint són anomenats mitgerols, per la seva estatura a mig camí de la dels altres éssers de la Terra Mitjana. Guarden fortes aparences amb els humans, tot i que tenen les orelles lleugerament acabades en punta i les plantes dels peus dures i peludes, amb què no necessiten dur sabates per caminar i van sempre descalços.
No tenen bones relacions fora de la Comarca, ja que no surten del seu petit país dins la Terra Mitjana. Els hòbbits comparteixen l'amor per les coses que creixen i el que realment vol el seu cor és viure en pau i tranquil·litat en les seves plàcides i frondoses terres.